# Margareta Brandell-Forsberg
Rut Margareta Brandell-Forsberg, född 4 januari 1921 i Södertälje, död 9 december 2016 i Göteborg, var en svensk barn- och ungdomspsykiater.
Brandell, som var dotter till lektor Georg Brandell och Frida Frank, avlade studentexamen i Uppsala 1939, blev medicine kandidat vid Uppsala universitet 1943 och  medicine licentiat där 1949. Hon var tillförordnad andre läkare på Ulleråkers sjukhus 1949–1950, extra läkare vid barn- och ungdomspsykiatriska kliniken i Karlstad 1950–1953, underläkare vid pediatriska kliniken där 1953–1957 biträdande överläkare vid barn- och ungdomspsykiatriska kliniken i Karlstad 1957–1967 och överläkare där från 1967.